# Bagneux, Aisne
Bagneux är en kommun i departementet Aisne i regionen Hauts-de-France i norra Frankrike. Kommunen ligger  i kantonen Vic-sur-Aisne som ligger i arrondissementet Soissons. År 2022 hade Bagneux 62 invånare.

## Befolkningsutveckling
Antalet invånare i kommunen Bagneux
Referens: INSEE